# Texaco/Havoline 200 1999
Texaco/Havoline 200 1999 var ett race som var den tionde deltävlingen i CART World Series 1999. Racet kördes den 11 juli på Road America i Wisconsin. Christian Fittipaldi tog sin första seger i CART, tätt följd av stallkamraten Michael Andretti. Mästerskapsledaren Juan Pablo Montoya drabbades av ett transmissionsproblem, och tvingades bryta med mindre än fem varv kvar. Han behöll ändå mästerskapsledningen, med Andretti som ny tvåa.

## Slutresultat
| Plats | Förare               | Team                    | Grid | Kvaltid  |
| ----- | -------------------- | ----------------------- | ---- | -------- |
| 1     | Christian Fittipaldi | Newman/Haas Racing      | 4    | 1.40,716 |
| 2     | Michael Andretti     | Newman/Haas Racing      | 1    | 1.40,206 |
| 3     | Adrián Fernández     | Patrick Racing          | 5    | 1.40,883 |
| 4     | Greg Moore           | Forsythe Racing         | 8    | 1.41,053 |
| 5     | Max Papis            | Team Rahal              | 14   | 1.41,904 |
| 6     | Tony Kanaan          | Forsythe Racing         | 10   | 1.41,032 |
| 7     | Michel Jourdain Jr.  | Payton/Coyne Racing     | 18   | 1.42,317 |
| 8     | Robby Gordon         | Team Gordon             | 23   | 1.43,653 |
| 9     | Al Unser Jr.         | Marlboro Team Penske    | 19   | 1.42,853 |
| 10    | Richie Hearn         | Della Penna Motorsports | 24   | 1.43,878 |
| 11    | Paul Tracy           | Team KOOL Green         | 9    | 1.41,298 |
| 12    | Maurício Gugelmin    | PacWest Racing          | 13   | 1.41,824 |
| 13    | Juan Pablo Montoya   | Chip Ganassi Racing     | 2    | 1.40,245 |
| 14    | Gil de Ferran        | Walker Racing           | 3    | 1.40,557 |
| 15    | Bryan Herta          | Team Rahal              | 12   | 1.41,657 |
| 16    | Hélio Castroneves    | Hogan Racing            | 20   | 1.42,749 |
| 17    | P.J. Jones           | Patrick Racing          | 21   | 1.42,802 |
| 18    | Dario Franchitti     | Team KOOL Green         | 7    | 1.40,958 |
| 19    | Roberto Moreno       | PacWest Racing          | 16   | 1.42,234 |
| 20    | Gualter Salles       | All American Racing     | 25   | 1.44,563 |
| 21    | Cristiano da Matta   | Arciero-Wells Racing    | 11   | 1.41,654 |
| 22    | Patrick Carpentier   | Forsythe Racing         | 17   | 1.42,462 |
| 23    | Jimmy Vasser         | Chip Ganassi Racing     | 6    | 1.40,943 |
| 24    | Luiz Garcia Jr.      | Payton/Coyne Racing     | 26   | 1.46,207 |
| 25    | Scott Pruett         | Arciero-Wells Racing    | 22   | 1.43,009 |
| 26    | Memo Gidley          | Walker Racing           | 15   | 1.41,976 |